# Фернан Мендіш Пінту
Фернан Мендіш Пінту (порт. Fernão Mendes Pinto; бл. 1509 — 8 липня 1583) — португальський мандрівник, дослідник і письменник. Його мандрівнки тривали більше ніж 21 рік. Одним з перших надав опис Португальської Індії, Ефіопії, Ормуза, держав сучасних М'янми та Індонезії (на островах Ява, Суматра, Сулавесі), Малакки, Аюттхаї, імперії Мін, Японії, ймовірно згадує про далай-ламу. За цей час 13 разів потрапляв у полон і 17 разів продавався у рабство.

## Життєпис
Походив з бідної селянської родині (за нішою версією з дрібної збіднілої знаті). Народився в 1509 році в Монтемор-у-Велю. Опинився на службі заможної маранської родини Мендіш, яка мала монополію на торгівлю чорним перцем у Португалії. У 1521 році, сподіваючись покращити перспективи хлопчика, стрийко відвіз його до Лісабона. Там Пінту влаштувався слугою одного фідальго. Десь через 18 місяців вік втік і найнявся в доках міста матросом на вантажне судно, що прямувало до Сетубала. По дорозі корабель захопили французькі пірати, а його екіпаж висадили на берег у Алентежу.
Пінту потрапив до Сетубала, де вступив на службу до Франсіско де Фаріа, лицаря ордену Сантьяго. Він залишався там протягом 4 років, а потім вступив на службу до інфанта Жорже де Ленкаштре, магістра ордена Сантьяго. Тут перебував протягом кількох років. У 27 років приєднався до чергової португальської армади. що йшла до Ост-Індії.
11 березня 1537 року залишив Лісабон, рушивши навколо Африки через порт Мозамбік. 5 вересня того ж року він прибув на Діу, який португальці захопили у 1535 році. За цим в брав участь в дослідницькі експедиції через Ефіопію до Червоного моря, відвідавши на шляху Сокотру, Аден і Массауа. Неподалік від останньої португальській флот зазнав поразки, а Пінту опинився в полоні. Його разом з іншими було доправлено до Мохи, де продано греку-ренегату. Пінту погрожував самогубством і був проданий єврейському купцю за 30 дукатів. З новим господарем рушив караванним шляхом до Ормузу, що належав Португалії. Там Пінту було звільнено сплатою 300 дукатів.
Невдовзі призначається капітаном фортеці Ормуз і королівським суддею короля у справах Індії. У справах він рушив до Гоа, на шляху до якого портгулальська флотилія біля Дебалу завдала поразки османам. 1539 року був переведений до капітанства Малакка.
Тут отримав доручення встановити дипломатичні стосунки з державами південної Суматри, для утворення союзів проти Джохорського султанату, що на той час був одним з суперників Португалії в регіоні. Після виконання цього завдання його відправили до Патані. Звідти Пінто брав участь у доправки товарів до Аюттхаї, але зазнав нападу піратів, ледве врятувавшись. Втім й надалі очолював торговельні місії в Південно-Китайському морі, особливо в Тонкінській затоці.
Під час однієї з експедицій дійшов до Жовтого моря, де зазнав корабельної аварії, був схоплений китайцями та засуджений до 1 року каторжних робіт на Великій китайській стіні. Не відбувши покарання, потрапив у полон до монголів-чахарів. Був взятий на службу, брав участь у паломництві до Тибету. Подорожував до китайського кордону (в своїх спогадах він згадує найпівденніші частини сучасних Камбоджі та В'єтнаму, де ніколи не бував, а переказав зі слів китайських чиновників).
1543 року Пінту та двоє його супутників, перебуваючи на китайській джонці зазнали корабельної аварії й були віднесені до японського острова Танеґасіма. Він також стверджував, що представив аркебузу в Японії. Але в цей же час в Японії опинився інший португалець — Антоніу да Мота, що також стверджував, що був першим, хто представив японцям вогнепальну зброю. Сприяв торгівлі між португальцями та Японією. Одного разу він зазнав корабельної аварії на островах Рюкю. В подальшому він здійснив торгівельну подорож до Аюттхаї, де мав аудієнцію в короля Чайрачі.
У 1549 році залишив Каґосіму в супроводі японського втікача Андзіро. Він повернувся до Японії разом з католицьким місіонером Франциском Ксав'єром. У 1554 році Пінту приєднався до ордену єзуїтів, пожертувавши йому чималі гроші. Між 1554 і 1556 роками повернувся до Японії на запрошення Отомо Соріна, даймьо Бунго. Пінту призначено представником віцекороля Португальської Індії в Японії.
1556 року повернувся до Малакки, а потім був відправлений до Мартабану. Невдовзі був захоплений військами Баїннауна, володара імперії Таунгу. Відправлений до Каламінхему, але на шляху втік. Згодом дістався до Гоа. Звідси відправлений до султанату Бантен, де закупив перцю для торгівлі в імперії Мін. Втім потрапив у кораблетрощу, віднесений до раджанапату Гова (на Сулавесі). Тут опинився в рабстві, проданий на Яву, де викуплений Нілакендрою, магараджею Сунди, відправлений до Малакки.
Здійснив нову торгівельну мандрівку до Аюттхаї, де на той час панував Маха Чаккрапхат. 22 вересня 1558 року повернувся до Португалії. Слава передувала йому в Західній Європі завдяки тому, що один із його листів був опублікований орденом єзуїтів в 1555 році. У 1562—1566 роках при королівському дворі домагався винагороди або компенсації за роки служіння. В цей час оженився на Марії Коррейя Баррету, від якої мав щонайменше двох дочок. У 1562 році він придбав маєток в Прагалі.
1567 року повернувся до Малакки. У 1569 році брав участь у битві проти османського флоту на чолі з Куртоглу Хизир-реїсом в Ачеху. За цим остаточно повернувся до Португалії. Помер в своєму маєтку 1583 року.

## Творчість
Відомий завдяки своєму твору «Мандрування» (порт. Peregrinação), який почав складати 1569 року, по поверненню до Португалії. Являє своєрідну форму спогадів. Відповідно до заповіту автора, після його смерті спадкоємці передали рукопис до «Притулку грішниць, що каються» в Лісабоні. Дозвіл інквізиції на друк книги було отримано у 1603 році. Рукопис готував до друку королівський історик Франсішку де Андраде. Згодом оригінал рукопису було втрачено. Вперше твір вийшов друком 1614 року, а протягом 1620—1671 років було здійснено переклад іспанською, французькою, англійською, голландською та німецькою мовами.
В творі поєднано події, свідком яких був сам автором та місця, де він бував особисто з вигадкою та утопією. Перші 38 розділів містять у собі яскраво виражену установку на пікареску (шахрайський роман), в інших — помітні автобіографічний, агіографічний і утопічний жанри. Агіографічний початок носять описи подорожі Франциска Ксав'єра, а утопічний використано при зображенні ідеального міста Пекіна, в якому автор ніколи не був.
Дослідник португальської літератури Антоніу-Жозе Сарайва оцінив «Мандрування» як найбільший скарб португальської літератури в плані уяви, оскільки автор не втомлюється тримати читача в постійній увазі, коли при постійній зміні сюжету завершення одного епізоду автоматично стає початком нової, не менш несподіваної пригоди.

## Пам'ять
- 1960 року скульптуру Фернана Мендіша Пінту представлено на Пам'ятнику великим географічним відкриттям в Лісабоні.
- 1965 року середня школа в Алмаді названа на його честь.
- 1976 Міжнародним астрономічним союзом на планеті Меркурій був названий кратер Мендіш Пінту
- 15 вересня 2011 року Банк Португалії випустив в обіг пам'ятну монету в 2 євро, присвячену 500-річчю від дня його народження.